# Ausktribosphenos nyktos
Ausktribosphenos nyktos és un gènere extint d'australosfènides del principi del Cretaci a Austràlia. L'única espècie registrada és Ausktribosphenos nyktos, que fou trobada al voltant de Flat Rocks, Victoria.